# Microcephalops latifrons
Microcephalops latifrons är en tvåvingeart som först beskrevs av Hardy 1948.  Microcephalops latifrons ingår i släktet Microcephalops och familjen ögonflugor.
Artens utbredningsområde är Jamaica. Inga underarter finns listade i Catalogue of Life.